# Elsa Hogner-Reuterswärd
Elsa Margaretha Alexandra Hogner-Reuterswärd (uttalas [hɔŋner rœ̞'jtersværd]), född 15 februari 1886 i Nederkalix församling i Norrbottens län, död 12 december 1987 i S:t Görans församling i Stockholm, var en svensk målare.
Hon var dotter till läkaren Richard Hogner och Adrienne Clara Lindström samt gift 1907–1923 med majoren Thorsten Knutsson Reuterswärd och vidare syster till Nils Hogner. Efter att hennes föräldrar emigrerade till Amerika 1892 sattes hon i en amerikansk skola i Boston där hon även fick en grundläggande utbildning i konst. Efter avslutad skolgång sökte hon sig till Bostons musikkonservatorium där hon studerade musik 1903–1906. Hon återvände därefter till Sverige där hennes tänkta yrkeskarriär avbröts på grund av äktenskap. Omkring 1920 återupptog hon sitt konstnärskap och studerade även en period vid Kungliga konsthögskolan. Hon medverkade i några samlingsutställningar bland annat i Salongen på Liljevalchs 1924. Hennes konst består av porträtt- och landskapsskildringar utförda i olja. Hogner-Reuterswärd är representerad vid Nationalmuseum, Stockholm. Hon är gravsatt i minneslunden på Kungsholms kyrkogård i Stockholm. Dottern Vera Reuterswärd, först gift Olivecrona, var i andra äktenskapet gift med konstnären Magnus Creutz. Dottern Ulla Reuterswärd, konstnär, var gift med operasångaren Arne Wirén.